# Казанский национальный исследовательский технологический университет
Каза́нский национа́льный иссле́довательский технологи́ческий университе́т (сокр. КНИТУ́; англ. Kazan National Research Technological University (KNRTU); тат. Казан милли тикшеренү технология университеты) — высшее учебное заведение в России в статусе национального исследовательского университета. Расположено в городе Казани, имеет филиалы в городах Нижнекамске, Бугульме и в Зеленодольском районе Республики Татарстан,  а также в городе Канте (Республика Кыргызстан).
КНИТУ является ведущим университетом России в своей базовой области — химической технологии.
В прессе КНИТУ часто упоминается под наименованием КНИТУ-КХТИ или КХТИ, что связано с его историей.

## История

### Казанское промышленное училище, Казанское политехническое училище (1890–1918)
Казанский национальный исследовательский технологический университет основан в соответствии с резолюцией императора Александра III в 1890 году как Казанское промышленное училище: «Учредить… в городе Казани соединенные среднее химико-техническое и низшее техническое училища с механическою, химическою и строительною специальностью». Казанское промышленное училище стало первым образовательным учреждением среднего химического профессионального образования в России.
В сентябре 1917 года Казанское промышленное училище преобразуется в Казанское политехническое училище в составе трёх отделений: химического, механического и строительного.

### Казанский промышленный, экономический и художественный техникум (1918–1919)
В ноябре 1918 года был создан Казанский промышленный, экономический и художественный техникум, в состав которого вошли Казанское политехническое училище, Казанское художественное училище, Казанское коммерческое училище и эвакуированное в Казань в 1915 году Виленское химико-техническое училище.

### Казанский политехнический институт / Казанский индустриальный техникум повышенного типа (1919–1930)
В 1919 году Казанский промышленный, экономический и художественный техникум был преобразован в Казанский политехнический институт — первое высшее учебное заведение инженерного профиля на территории современного Татарстана. В составе института, подчинённого Наркомпросу, первоначально было четыре факультета: химический, механический, архитектурно-строительный и экономический с сельскохозяйственным уклоном.
В 1924 году было принято решение о реорганизации института в Казанский индустриальный техникум повышенного типа в составе химического, механического, строительного и торгово-промышленного отделений (реорганизация была вызвана экономическими соображениями и не привела к принципиальным изменениям в организационной структуре, учебных планах, перечне специальностей и статусе выпускников). В 1929 году техникум повышенного типа вновь был преобразован в Казанский политехнический институт.
На базе различных факультетов Казанского политехнического института возникли такие вузы, как Казанский государственный аграрный университет (в 1922 году как Казанский институт сельского хозяйства и лесоводства путём объединения сельскохозяйственного факультета политехнического института и лесного факультета Казанского государственного университета), Казанский государственный архитектурно-строительный университет (в 1930 году на базе строительного факультета как Казанский институт коммунального строительства), Казанский энергетический институт (в 1930 году, расформирован в 1933 году), Казанский государственный финансово-экономический институт (на базе экономического факультета в 1931 году). Специалисты Казанского политехнического института (механический факультет) приняли участие в организации Казанского авиационного института в 1932 году.

### КХТИ им. А. М. Бутлерова / им. С. М. Кирова (1930–1992)
В 1930 году на базе химического факультета Казанского политехнического института и химического отделения физико-математического факультета Казанского государственного университета был создан Казанский химико-технологический институт (КХТИ). Такое решение было принято в рамках реализации постановления Центрального Исполнительного Комитета и Совета Народных Комиссаров СССР «О подготовке технических кадров для народного хозяйства Союза ССР», предписывавшего «расширить сеть высших индустриально-технических и сельскохозяйственных учебных заведений с резко выраженной специализацией». Этим же постановлением вновь созданный вуз передавался в ведение Высшего совета народного хозяйства СССР.
Специализацией КХТИ стала химическая технология. Структура и программы нового вуза выстраивались в соответствии с особенностями и потребностями советской химической промышленности.
До января 1935 года КХТИ носил имя А. М. Бутлерова, затем был переименован в память о С. М. Кирове (выпускнике низшего механического училища Казанского промышленного училища 1904 года).
Казанский химико-технологический институт был одним из первых вузов страны, где началась подготовка кадров для оборонных отраслей промышленности. В 1937 году КХТИ им. С. М. Кирова был подчинён Наркомату обороны СССР, а в январе 1939 года передан в систему Народного комиссариата боеприпасов СССР, где находился до перехода в 1946 году в ведение вновь созданного Министерства высшего образования СССР.
В августе 1941 года в Казань был эвакуирован Ленинградский ордена Трудового Красного Знамени технологический институт имени Ленсовета, который вошёл в состав КХТИ им. С. М. Кирова. Учебный и производственный процесс с участием ленинградских преподавателей и студентов в КХТИ им. С. М. Кирова осуществлялся до лета 1944 года, когда, после полного снятия блокады Ленинграда и завершения 1943-1944 учебного года, стала возможной их реэвакуация.
В декабре 1980 года за заслуги в подготовке квалифицированных специалистов для народного хозяйства и развитии научных исследований КХТИ им. С. М. Кирова награжден орденом Трудового Красного Знамени .

### КГТУ / КНИТУ (1992 — наст. вр.)
В 1992 году Казанский химико-технологический институт имени С.М. Кирова был преобразован в Казанский государственный технологический университет, а в 2011 году — в Казанский национальный исследовательский технологический университет.

## Руководители

### Директора Казанского промышленного училища
- Грузов, Николай Григорьевич (1897–1907)[19]
- Зограф, Константин Юрьевич (1907–1911)[20]
- Нечкин, Василий Иванович (1911—1917)[21]

### Директор Казанского политехнического училища
- Нечкин, Василий Иванович (1917—1918)[12]

### Директора КПИ / КИТПТ (включая и.о.)[22]
- Тулпаров, Александр Иванович (1919)
- Зейлигер, Дмитрий Николаевич (1919–1921, 1922–1925)
- Пауткин, Николай Михайлович (1921–1922)
- Ельчанинов, Михаил Григорьевич (1925–1928)
- Гимранов, Заки Закирович (1928–1930)

### Директора / ректоры КХТИ (включая и.о.)[22]
- Выропаев, Борис Николаевич (1930–1931 гг.)
- Богаутдинов, Гимаз Богаутдинович (1931–1937 гг.)
- Васильев, Алексей Михайлович (химик) (1937 г.)
- Воскобойников, Николай Прокофьевич (1937–1938 гг.)
- Шубин З. Б. (1938–1939 гг.)
- Суриков, Иван Васильевич (1939–1941 гг.)
- Курочкин, Илья Ильич (1941–1942 гг.)
- Переверзев, Андрей Егорович (1942–1944 гг.)
- Камай, Гильм Хайревич (1944 г.)
- Козлов, Леонид Михайлович (1944–1958 гг.)
- Кочергин, Сергей Михайлович (1958–1959 гг.)
- Усманов, Айтуган Гарифович (1959–1962 гг.)
- Милютин, Александр Иванович (1962–1964 гг.)
- Кирпичников, Пётр Анатольевич (1964–1988 гг.)
- Дьяконов, Сергей Германович (1988–2007 гг.)

### Ректоры КГТУ / КНИТУ[22]
- Дьяконов, Сергей Германович (1988–2007 гг.)
- Дьяконов, Герман Сергеевич (2007–2017 гг.)
- Юшко, Сергей Владимирович (2017-2020 г.)
- Казаков, Юрий Михайлович (с 2020 г.)

## Рейтинги

### Times Higher Education[23]
- Рейтинг лучших университетов мира (World University Rankings 2022) — 1201+ (среди вузов России — 23 из 47)[24]
- Рейтинг влияния (Impact Rankings 2021) — 801–1000 (среди вузов России — 41 из 74)[24]
- Рейтинг инженерных и технологических вузов (Engineering & Technology 2022) — 801-1000 (среди вузов России — 41 из 74)[24]
- Рейтинг вузов развивающихся экономик (Emerging Economies 2022) — 401-500 (среди вузов России — 32 из 48)[24]

### Quacquarelli Symonds
- Рейтинг лучших университетов мира (QS World University Rankings 2022) — 801-1000[25] (среди вузов России — 29 из 48)[24]
- Рейтинг вузов развивающихся стран Европы и Центральной Азии (QS EECA University Rankings 2022) — 211-220[25] (среди вузов России — 47 из 129)[24]

### Три миссии университета
- Международный рейтинг «Три миссии университета», 2022 год: позиция в диапазоне 901—1000 [26].

### Round University Ranking
- Рейтинг лучших университетов мира (RUR World University Rankings 2021) — 727[27] (среди вузов России — 54 из 95)[24]

### РАЭКС Аналитика
- RAEX "100 лучших вузов России" (RAEX), 2022 год: 77 место [28]
- Рейтинг влиятельности вузов России (RAEX), 2022: 72 место [29].

Предметные рейтинги
- Ядерные физика и технологии: 8 место [30].
- Химические технологии: 7 место [31].
- Нефтегазовое дело: 11 место [32].
- Экология: 15 место [33].
- Биотехнологии и биоинженерия: 9 место [34].
- Пищевые технологии: 3 место [35].
- Технологии легкой промышленности: 1 место [36].

### Интерфакс. Образование
- Национальный рейтинг университетов 2021 — 28-30[37]

## Кампус
Основной состав студентов Казанского национального исследовательского технологического университета обучается в Казани — занятия проходят в 12 учебных корпусах. Руководство КНИТУ находится в корпусе А (ул. Карла Маркса, д. 68).
Корпуса А и Б (ул.Карла Маркса, д. 72) имеют статус региональных объектов культурного наследия, здание, в котором до 2023 года располагался корпус У (ул. Островского, д. 39) — статус исторически ценного градоформирующего объекта, составляющего предмет охраны исторического поселения город Казань. Вуз располагает 8 общежитиями в Казани («домами аспирантов и студентов»). Здание дома аспирантов и студентов № 1 (ул. Товарищеская, д.31а) относится к выявленным объектам культурного наследия Республики Татарстан.
В Нижнекамске филиал Казанского национального исследовательского технологического университета — Нижнекамский химико-технологический институт — располагает тремя учебными корпусами, а также предоставляет студентам места в общежитии. В 2021 году руководство КНИТУ и НХТИ представило масштабный проект преобразования нижнекамского филиала в «вуз федерального уровня», что предполагает в период до 2025 года обновление трех учебных корпусов, оборудование конгресс-центра и строительство собственного общежития на 500 мест.

## Учебные филиалы

### Нижнекамский химико-технологический институт
Нижнекамский химико-технологический институт (филиал) федерального государственного бюджетного образовательного учреждения высшего образования «Казанский национальный исследовательских технологический университет» основан в 1963 году в будущем городе Нижнекамске как учебно-консультационный пункт для студентов-заочников Казанского химико-технологического института им. С. М. Кирова. Создание пункта было обусловлено началом строительства на Нижней Каме нефтехимического комплекса (ныне — ПАО «Нижнекамскнефтехим»). В 1965 году учебно-консультационный пункт преобразован в заочный общетехнический факультет, с 1967 года — вечерний общетехнический факультет КХТИ им. С. М. Кирова. В 1973 году факультет был преобразован в Нижнекамский филиал КХТИ им. С. М. Кирова (с 1993 г. — Нижнекамский филиал КГТУ), в дальнейшем — НХТИ

### Бугульминский филиал
Бугульминский филиал федерального государственного бюджетного образовательного учреждения высшего образования «Казанский национальный исследовательских технологический университет» создан в 1998 году (в качестве Бугульминского филиала КГТУ) на базе открытого в Бугульме в 1995 году общетехнологического факультета.

### Лицей-интернат для одарённых детей с углублённым изучением химии
Филиал КНИТУ — лицей-интернат для одарённых детей с углублённым изучением химии был открыт в 2013 году в п. Дубровка под Казанью. Изначально он носил имя ректора КХТИ им. С. М. Кирова в 1964-1988 гг. Петра Кирпичникова, в дальнейшем такое наименование не удержалось. Лицей ведёт обучение школьников 7—11 классов, а в 2022 г. образовательная организация открыла приём в 1 класс. Таким образом, сейчас в лицее-интернате ведётся обучение по стандартам начального, основного и среднего общего образования.

### Кыргызский филиал
Кыргызский филиал федерального государственного бюджетного образовательного учреждения высшего образования «Казанский национальный исследовательский технологический университет» открыт в 2011 году и располагается в городе Канте.

## Факультеты и учебные институты
По традиции в КНИТУ, начиная с этапа Казанского политехнического института, основными учебными подразделениями были факультеты.
Характерной исторической особенностью факультетской системы КНИТУ, начиная с первых лет работы КХТИ им. С. М. Кирова, была существовавшая практически официально номерная система их наименования, ныне сохраняющаяся как на уровне воспоминаний («я с первого факультета», «закончил 2-й факультет» и т.п.), так нередко и применительно к ныне действующим структурам, поскольку старые советские факультеты примерно соответствуют современным учебным институтам.
Нумерация факультетов в целом соответствовала очередности их возникновения в вузе. В завершенном виде (во второй половине 1990-х гг.) система номерных факультетов выглядела следующим образом:
- 1-й — инженерный химико-технологический факультет
- 2-й — механический факультет
- 3-й — компрессорный факультет
- 4-й — нефтяной факультет
- 5-й — полимерный факультет
- 6-й — технологический факультет
- 7-й — факультет технологии лёгкой промышленности
- 8-й — факультет управления и автоматизации
- 9-й — социально-экономический факультет
- 10-й — факультет химической и биологической технологии.

В середине 1990-х годов факультетская система начала меняться: увеличивалось число факультетов (путем дробления прежних) и параллельно факультетам возникали т.н. высшие школы, где обучение производилось по внебюджетной форме (Высшая школа экономики, Высшая школа управления, Высшая школа иностранных языков «Лингва» и ряд других). Максимальное число факультетов, где реализовывались программы высшего образования, во второй половине 2010-х гг. достигло восемнадцати.
В 2001 г. факультеты были административно объединены в институты (по 2-3 факультета в составе одного института), тем не менее, обучение шло именно на факультетах и входящих в них кафедрах.
В 2022 году факультетская система в КНИТУ была ликвидирована. Практически одновременно в КНИТУ ликвидировали систему высших школ. Основной учебной структурой стал институт:
- Инженерный химико-технологический институт (бывший 1-й факультет)
- Институт химического и нефтяного машиностроения (2-й и 3-й факультеты)
- Институт нефти, химии и нанотехнологий (4-й и 6-й факультеты)
- Институт полимеров (5-й факультет)
- Институт технологии лёгкой промышленности, моды и дизайна (7-й факультет)
- Институт управления, автоматизации и информационных технологий (8-й факультет)
- Институт управления инновациями (9-й факультет)
- Институт пищевых производств и биотехнологии (10-й факультет).

Помимо факультетов и институтов, реализующих программы высшего образования, в структуре КНИТУ были факультеты и институты, реализовывавшие программы дополнительного, среднего профессионального и военного образования. В настоящее время из этих структур действует только факультет международных образовательных программ («подфак»), где осуществляется подготовка иностранных студентов, планирующих поступать в вузы Российской Федерации.

## Военное обучение
КНИТУ – один из двух вузов Казани, наряду с КНИТУ-КАИ, где действует военный учебный центр.